# Distretto di Bueng Bun
Il distretto di Bueng Bun (in thailandese: บึงบูรพ์) è un distretto (amphoe) della Thailandia, situato nella provincia di Sisaket.